# Alafia scandens
Alafia scandens är en oleanderväxtart som först beskrevs av Peter Thonning, och fick sitt nu gällande namn av De Wild.. Alafia scandens ingår i släktet Alafia och familjen oleanderväxter. Inga underarter finns listade i Catalogue of Life.